# Château de la Prévostais
Le château de la Prévostais est un édifice situé à Pleucadeuc en France.

## Localisation
Le château est situé sur le territoire de la  commune de Pleucadeuc, au lieu-dit la Prévotais, dans le département du Morbihan en région Bretagne.

## Description
Le château date des XIXe et XXe siècles, édifice de plan régulier, étage de soubassement, rez-de-chaussée surélevé, un étage carré, étage de comble, élévation à travées, élévation ordonnancée construit en appareil mixte moellons en pierre de taille de granite et de schiste. Toiture à longs pans recouverte d'ardoises, croupe. Escalier dans- œuvre.

## Historique
Siège d'une seigneurie, la Prévostaye est mentionné dans la réformation des feux de 1427 ; il appartient alors à Houisete de La Chasteigneraye, dame du Gué de l'Isle. 
En 1513, "le manoir, maison et métairie de la Prévostaye avec ses apartenances" sont la propriété d'Adelice de Juch qui les tient en douaire de son époux Jehan de Rohan. 
À la limite des XIXe et XXe siècles, la famille Cossé (de la Morinais sur la même commune) fait construire le château. Achevé en 1905, le château et les communs sont construits à un emplacement distinct de l'ancien manoir, qui, encore visible sur le cadastre de 1824, n'existe plus.
Il est inscrit à l'inventaire général du patrimoine culturel.